# 약물감시전문가
약물감시전문가(藥물監視專門家)는 의약품의 임상시험을 포함한 부작용, 약품의 오용, 효과부족 등을 조사하고 분석해 보고서로 작성하여 관계기관에 보고하는 역할을 맡는다.